# Битка код Ливорна
У Првом англо-холандскoм поморском рату пред надмоћним холандским поморским снагама у Ливорну, у Италији, 1652. године склонио се део енглеске ескадре, где је остао блокиран шест месеци. При покушају блокираних да из Ливорна пробију блокаду и сједине се са енглеским бродовима Порто Лангона, испред Ливорна је 4. марта 1653. године холандска ескадра под командом адмирала Јохана ван Галена (хол. Johan van Galen) поразила енглеске бродове, више бродова је запленила, многе је потопила, а остале је присилила да напусте Средоземно море.
Тиме је била обустављена свака пловидба и поморска трговина енглеских бродова са лукама у Медитерану.